# Ingvar Asp
Ingvar Asp, född 2 oktober 1938 i Harlösa församling, är en svensk före detta tyngdlyftare. Han tävlade för Lunds TK. Hans kusin, Börje Jeppsson, tävlade i tyngdlyftning vid olympiska sommarspelen 1952 i Helsingfors.
Asp tävlade för Sverige vid olympiska sommarspelen 1964 i Tokyo, där han slutade på 13:e plats i mellantungviktsklassen.